# Вале (станция)
Вале — станция Грузинской железной дороги. Является конечной станцией ответвления Хашури — Вале, основана в 1940 году. Несмотря на то, что станцие имеет то же название, что и город Вале, она находится не в самом городе, а на расстоянии около 3 километров от него.
Количество путей на станции — 4, из них все электрифицированы. На станции имеется здание вокзала с билетной кассой. Платформа станции низкая.
По состоянию на 2011 год пассажирское движение на участке от станции Боржоми до станции Вале приостановлено в связи с низким пассажиропотоком. Вплоть до осени 2010 года ежедневно курсировали пассажирские поезда Тбилиси — Вале и Вале — Тбилиси, но с сентября 2010 года они были отменены. Время от времени присутствует грузовое движение.